# Monkton (South Ayrshire)
Pour les articles homonymes, voir Monkton.
Monkton est un village dans le South Ayrshire, en Écosse.